# Adamit
Adamit (Hebreeuws: אֲדָמִית) is een kibboets in het noorden van Israël. Gelegen in het westen van Galilea in Israël, nabij de grens met Libanon, en valt onder de jurisdictie van de Regionale raad van Mateh Asher. In 2019 telde de kibboets 216 inwoners.

## Geschiedenis
Kibboets Adamit werd in augustus 1958 opgericht door leden van de Oost-Europese socialistisch-zionistische jeugdbeweging Hashomer Hatzair en is vernoemd naar een stad uit de Tweede Tempelperiode waarvan de ruïnes in het gebied zijn gevonden. De kibboets werd gesticht op het land van het ontvolkte Palestijnse dorp Khirbat Iribbin, ten westen van het dorp. In 1967 stond de kibboets leeg op de Nahal-soldaten na. In 1971 werd de kibboets hervestigd door Canadese, Amerikaanse en Engelse immigranten, wie een één-jarige opleiding hadden gedaan bij kibboets Mishmar HaEmek. In de jaren tachtig kampten de kibboets met financiële problemen en werden ze onder administratief bewind gesteld. Sinds de jaren negentig is er langs de heuvel een nieuwbouwwijk ontwikkeld.

## Geografie en klimaat
De kibboets is gelegen op een heuvel en biedt een panoramisch uitzicht over Galilea. Aan de ene kant ligt het natuurreservaat Nahal Betzet en aan de noordkant Nahal Namer. Per jaar regent het gemiddeld 750 millimeter regen per jaar, wat relatief hoog is voor Israël.

## Economie
De kibboets exploiteert een kippenhok, boomgaarden en een metaalbewerkingsfabriek. Het verhuurt ook vakantiecabines aan toeristen.